# Шершень (противотанковый ракетный комплекс)
«Шершень» — белорусско-украинский противотанковый ракетный комплекс (ПТРК) третьего поколения. Предназначен для уничтожения бронетехники, защищённых объектов (типа бункер, ДОТ, ДЗОТ) и низколетящих малоскоростных целей (вертолётов, БПЛА). Являясь логическим развитием украинско-белорусского противотанкового комплекса «Скиф», «Шершень» превосходит его по ряду параметров, а также реализует инженерные решения, уникальные среди конкурентов. Принят на вооружение ВС Белоруссии. Предлагается на экспорт.

## Описание
Базовая модификация ПТРК «Шершень» состоит из установленного на треноге универсального боевого модуля, транспортно-пускового контейнера с ракетой (ПТУР), прибора наведения ПН-С и пульта дистанционного управления, позволяющего управлять огнём с расстояния до 100 м (с проводным каналом связи) и до 300 м (с радиоканалом). Задача боевого расчета, состоящего из двух человек, заключается в развертывании комплекса из походного положения (установки ПТУР, присоединения ПН-С, включения установки и пульта управления), нахождении цели и боевого пуска. Время развертывания комплекса не превышает двух минут.
После пуска, задача оператора сводится к контролю работы комплекса и, при необходимости, коррекции точки прицеливания с использованием манипулятора на пульте управления.
Использование в составе комплекса ракеты РК-2 калибра 130 мм или более мощной Б-2М калибра 152 мм позволяет гарантированно поражать все современные бронированные цели вне зависимости от точки попадания (проекции), а с удлиненной ракетой Р-2В, унифицированной с ПТРК «Барьер-В» (в составе «Шершень-Q»), увеличить максимальную дальность стрельбы до 7500 м, что существенно повышает шансы успешной борьбы с надводными целями при проведении антидесантных / антитеррористических операций. Таким образом, возможность использования разных типов ракет без доработки комплекса в совокупности с широким спектром поражаемых целей дает возможность рассматривать «Шершень» не только как ПТРК, а как оборонительно-штурмовое орудие поддержки пехоты в полосе обороны / наступления до батальонного уровня.

## Преимущества комплекса
- Высокая вероятность поражения целей и точность стрельбы на всех дальностях действия комплекса, благодаря использованию помехозащищённой лазерной системы наведения с высокоэнергетическим потенциалом оптико-электронного канала ракеты.
- Возможность поражения целей с низкой термоконтрастностью, за счет использования управляемой ракеты, таких как ДОТ, ДЗОТ, огневая точка в многоэтажном здании.
- Наведение ракеты на цель с закрытых позиций и из укрытий, что значительно снижает риск поражения оператора ответным огневым ударом противника и существенно снимает психофизическое воздействие на него. Удаленный пульт управления выносится на расстояние до 100 м от пусковой установки при использовании проводного канала связи и до 300 м при беспроводном управлении.
- Возможность ведения стрельбы в режиме «с превышением» — основной режим при дальности до цели более 1500 м. В данном режиме управляющее излучение от прибора наведения направлено выше цели, что исключает для неё возможность обнаружения атаки до последнего момента — выхода ракеты на линию визирования. Выход на линию визирования происходит менее чем за секунду до поражения.
- Прибор наведения комплекса ПН-С может быть использован в качестве автономного средства разведки и целеуказания (обеспечивается измерение дальностей до 9 км с погрешностью 5 м), а также для управления противотанковыми ракетами, наводимыми по лучу лазера, и выстреливаемыми не только из пускового контейнера, но из артиллерийского орудия или танковой пушки.
- Возможность управления ракетой после пуска, в том числе, перенацеливание её на более важную или опасную цель.
- Возможность использования в составе универсальных боевых модулей с 1, 2 или 4 огневыми каналами, устанавливаемых на различные колесные и гусеничные шасси, речные, морские суда, унифицированных между собой по ракете, прибору наведения и пульту дистанционного управления без дополнительной доработки последних.
- Использование современной энергосберегающей системы питания, обеспечивающей не менее пяти часов непрерывного автономного функционирования.
- Наличие режима «автоматического сопровождения», фактически дающее возможность реализовать принцип «выстрелил — забыл».
- Возможность управления с одного пульта управления несколькими пусковыми установками и/или боевыми модулями (всего до четырёх единиц).
- Малый вес, простота применения, малое время обучения оператора (присутствует компьютерный тренажер).
- Возможность действия комплекса (нескольких комплексов) в составе единой системы управления с автоматизацией процесса разведки, целеуказания и целераспределения.
- Конкурентоспособная стоимость комплекса.

## ТТХ
| Общая информация                                                                                         | Общая информация                                                         |
| --- | ------------------------------------------------------------------------ |
| Количество огневых каналов                                                                               | 1 — «Шершень» 2 — «Шершень-D» 4 — «Шершень-Q»                            |
| Используемые ракеты                                                                                      | РК-2, калибр 130 мм. Б-2М, калибр 152 мм. Р-2В                           |
| Максимальная дальность применения                                                                        |                                                                          |
| — по подвижным целям                                                                                     | 5000 м                                                                   |
| — по неподвижным целям                                                                                   | 5500 м                                                                   |
| — для ракеты Р-2В                                                                                        | 7500 м                                                                   |
| Максимальное время полёта ракеты                                                                         | 24 с (для РК-2 и Б-2М)                                                   |
| Боевая часть                                                                                             | тандемная, кумулятивная осколочно-фугасная термобарическая (опционально) |
| Бронепробиваемость за динамической защитой при угле встречи 60°                                          |                                                                          |
| — ракетой калибра 130 мм                                                                                 | не менее 800 мм                                                          |
| — ракетой калибра 152 мм                                                                                 | не менее 1100 мм                                                         |
| Дальность обнаружения (распознавания) типовой цели                                                       |                                                                          |
| — днём, при метеорологической дальности видимости до 25 км                                               | не менее 6,5 км                                                          |
| — ночью, с использованием тепловизионной камеры                                                          | не менее 6 (4,5) км соответственно                                       |
| Наведение ракеты на цель                                                                                 | по лазерному лучу                                                        |
| Управление ракетой в полёте                                                                              | автоматическое с телеориентированием в лазерном луче                     |
| Углы поворота универсального боевого модуля                                                              |                                                                          |
| — в горизонтальной плоскости                                                                             | ±85°                                                                     |
| — в вертикальной плоскости                                                                               | -1,5° … +25°                                                             |
| Условия применения                                                                                       |                                                                          |
| Рабочая температура окружающей среды                                                                     | от −30°С до +65°С                                                        |
| Пониженное атмосферное давление                                                                          | 60 кПа (450 мм рт. ст.)                                                  |
| Относительная влажность воздуха                                                                          | до 98 %                                                                  |
| Прямая оптическая видимость цели:                                                                        |                                                                          |
| на местности с высотой до 3000 м над уровнем моря с любым рельефом, грунтом и покровом;                  |                                                                          |
| в условиях воздействия активных и пассивных радиопомех, а также оптических помех;                        |                                                                          |
| при неблагоприятных метеорологических условиях (туман, дымка, марево, пыль, ветер с порывами до 20 м/с). |                                                                          |
| Масса |                                                                          |
| Транспортно-пусковой контейнер с ракетой                                                                 | 29,5 кг для РК-2 39 кг для Б2-М                                          |
| Прибор наведения                                                                                         | 16 кг                                                                    |
| Пульт дистанционного управления                                                                          | 12 кг                                                                    |
| Переносная пусковая установка                                                                            |                                                                          |
| — одноканальная, устанавливаемая на земле                                                                | 28 кг                                                                    |
| — двухканальная, устанавливаемая на земле                                                                | 59 кг                                                                    |
| — двухканальная, устанавливаемая на транспортной базе                                                    | 42 кг                                                                    |
| — четырёхканальная, устанавливаемая на транспортной базе                                                 | 65 кг                                                                    |
| Кабель соединительный на катушке длиной                                                                  |                                                                          |
| — 50 м                                                                                                   | 3 кг                                                                     |
| — 100 м                                                                                                  | 5,5 кг                                                                   |

## Модификации
- «Шершень» — базовая модификация.
- «Шершень-L» — облегчённый вариант, дальность не более 2,5 км.
- «Шершень-D» — модификация с двумя огневыми каналами.
- «Шершень-Q» — модификация с четырьмя огневыми каналами и автоматическим подъёмником (или без него). Устанавливается на транспортное средство.

## Эксплуатанты
- Беларусь
- Украина
- Нигерия: используется модификация «Шершень-Д»[1]
- Туркменистан[2]

## Изображения

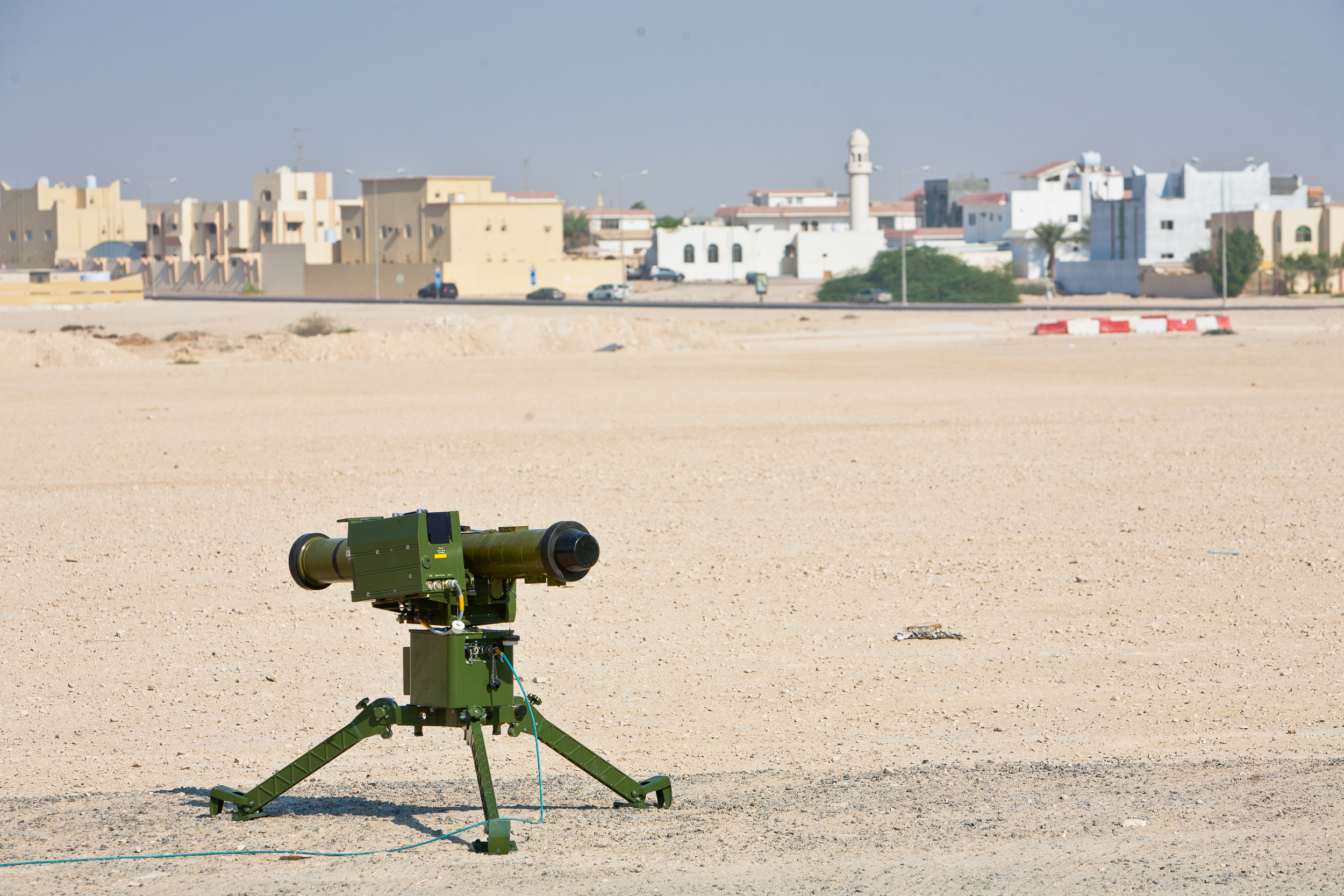
ПТРК «Шершень» на позиции
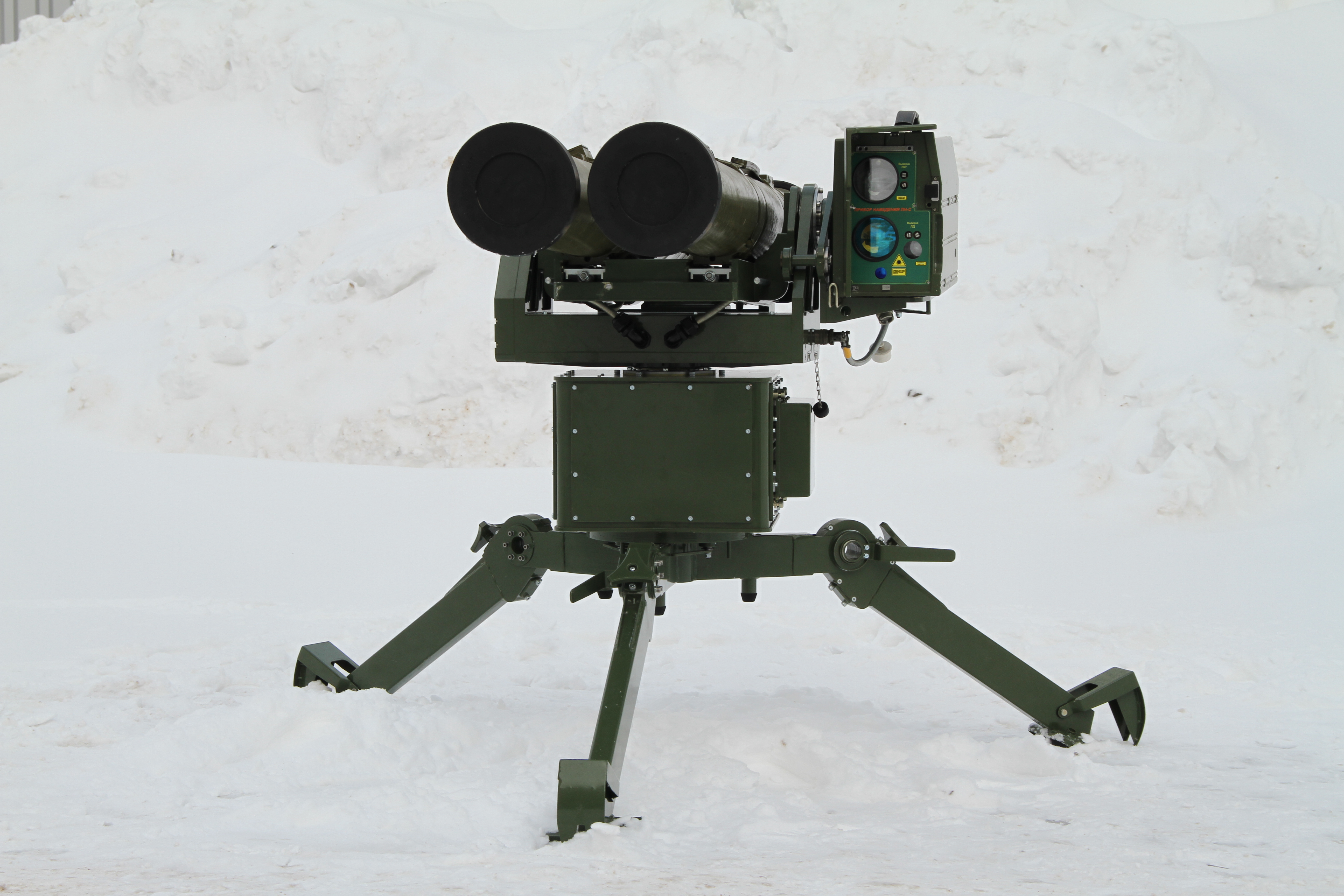
ПТРК «Шершень-D»
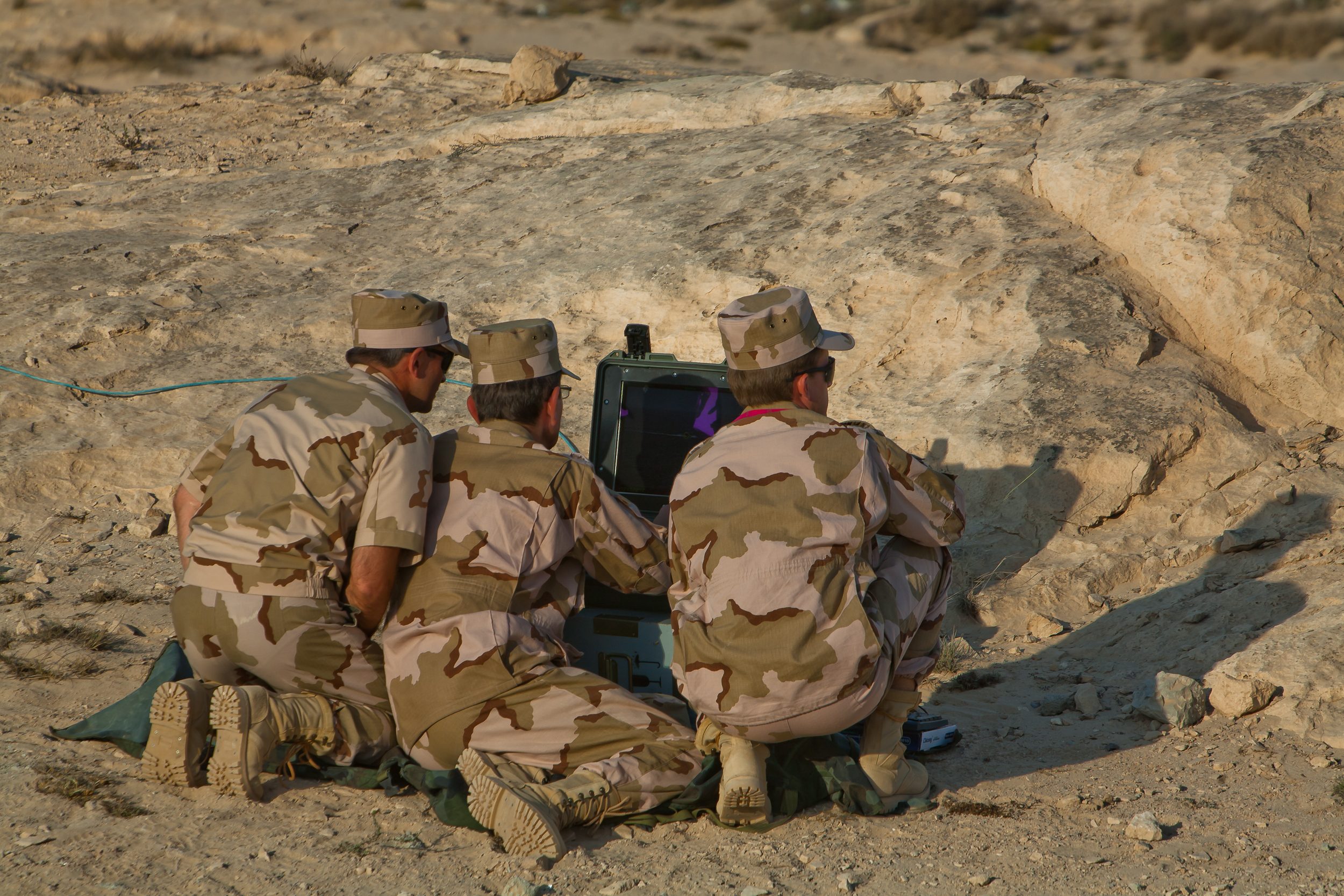
Пульт дистанционного управления ПТРК «Шершень»
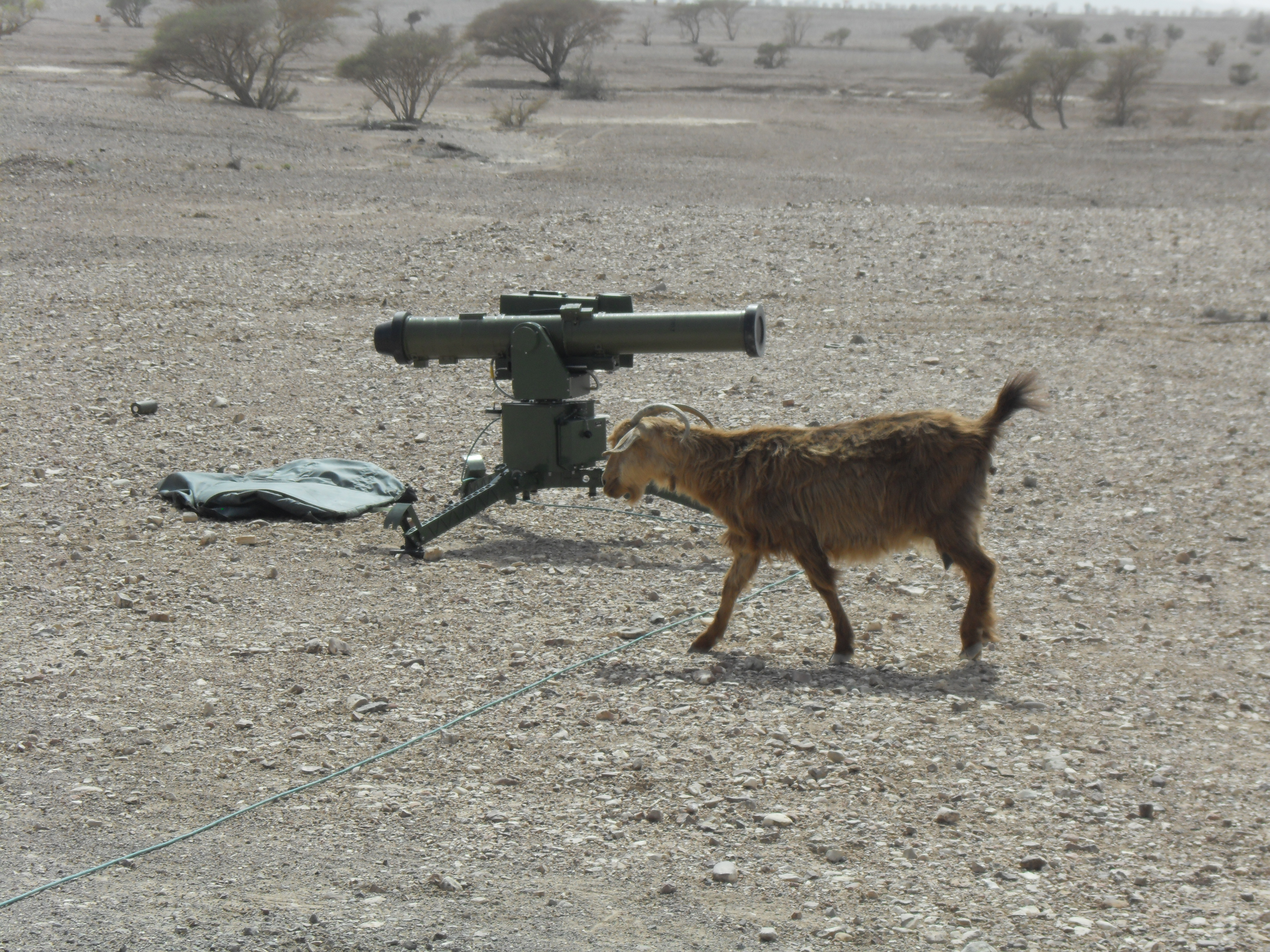
ПТРК «Шершень» в экстремально жарких условиях (+55°С)
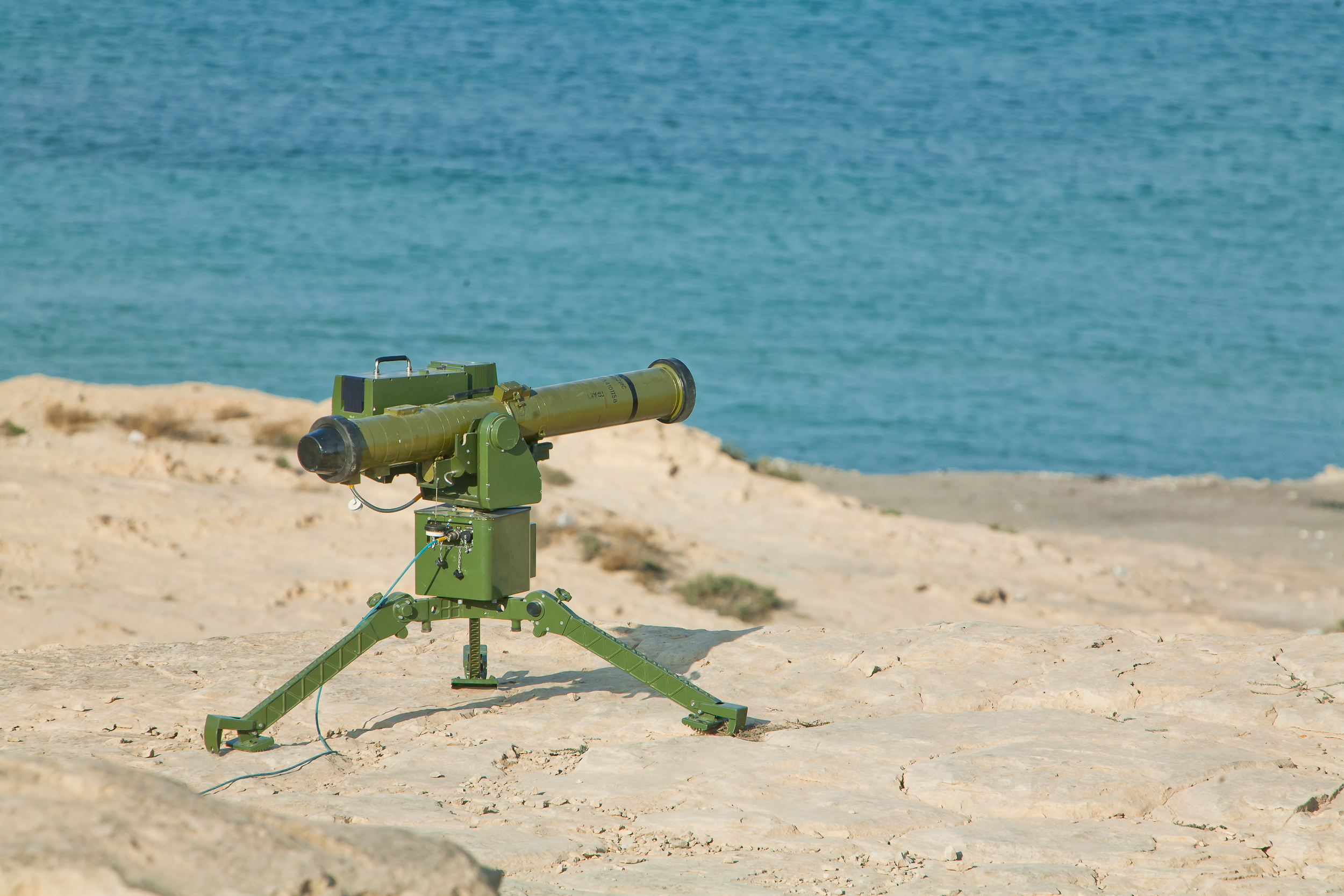
ПТРК «Шершень» на защите береговой линии
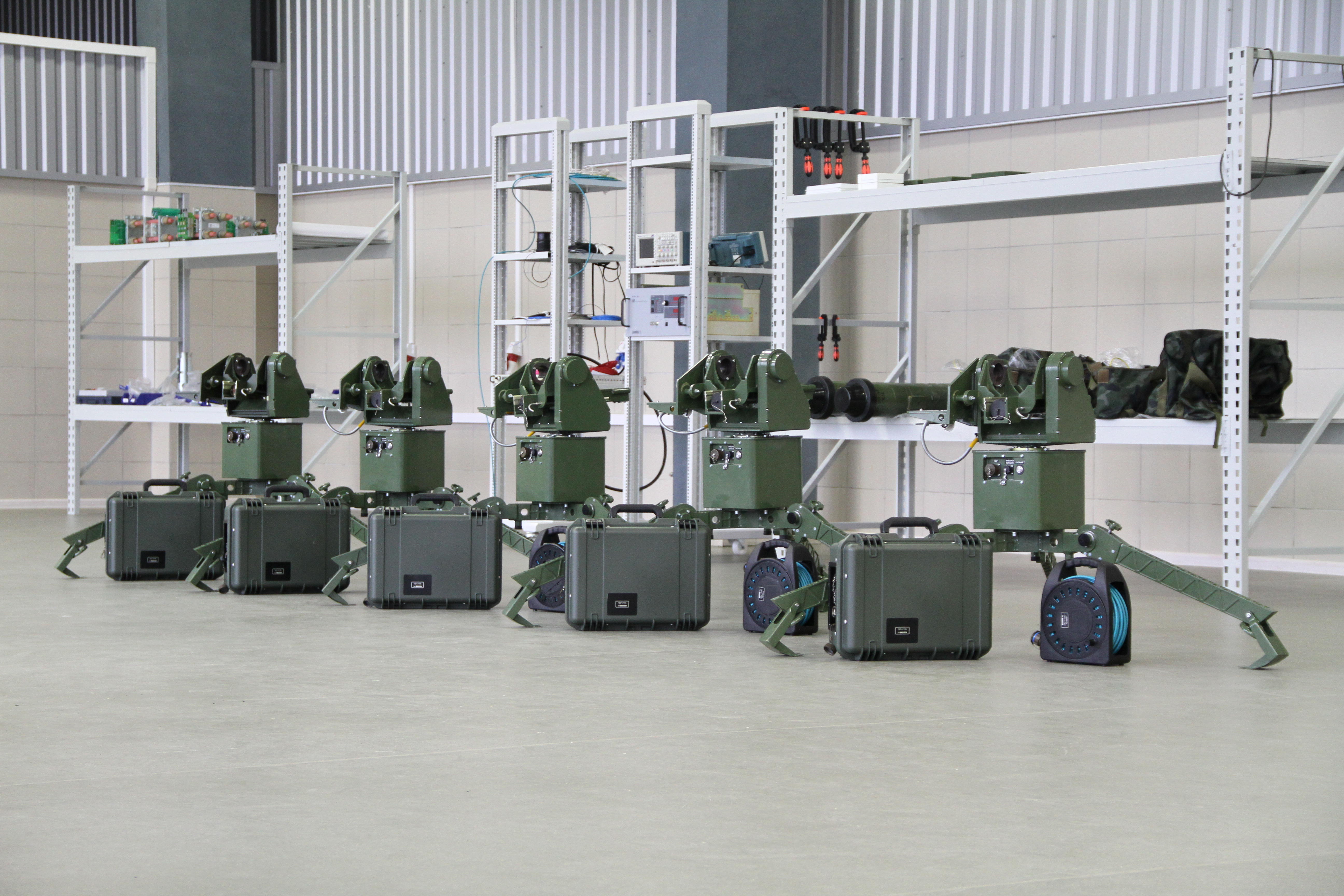
ПТРК «Шершень» производственный участок
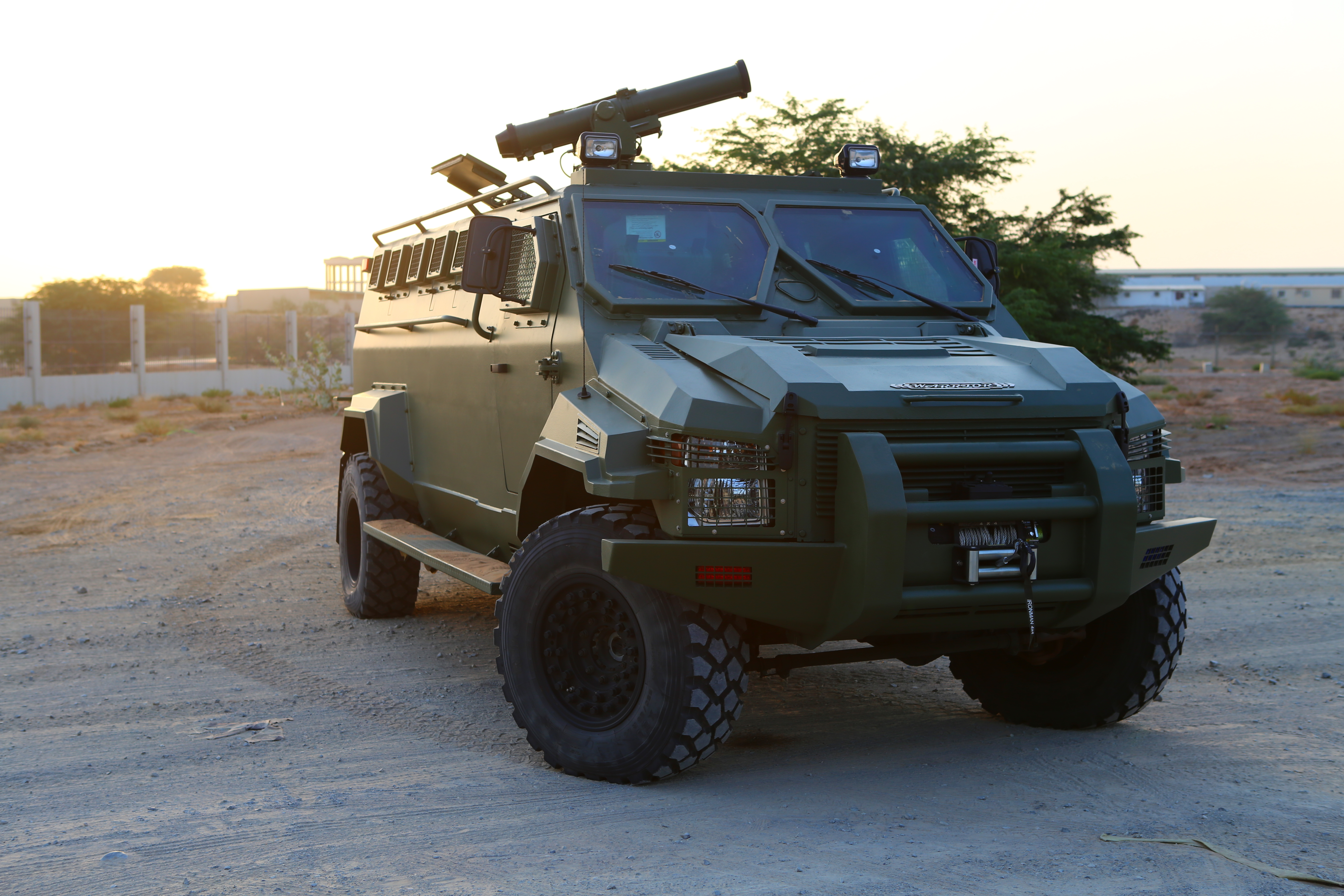
ПТРК «Шершень-DM» на бронированном автомобиле Спартан (Streit Group)
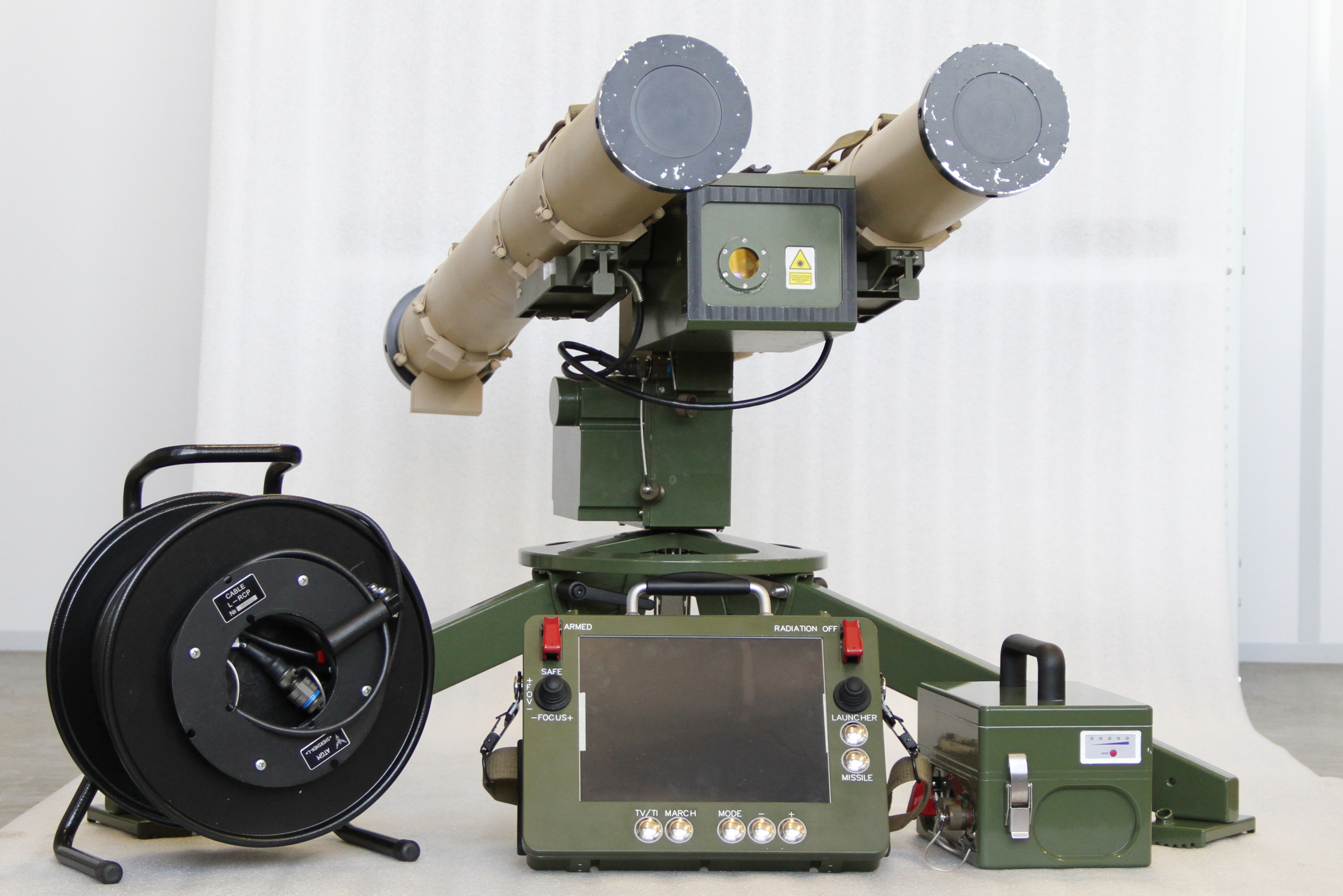
ПТРК «Шершень 2.5D»
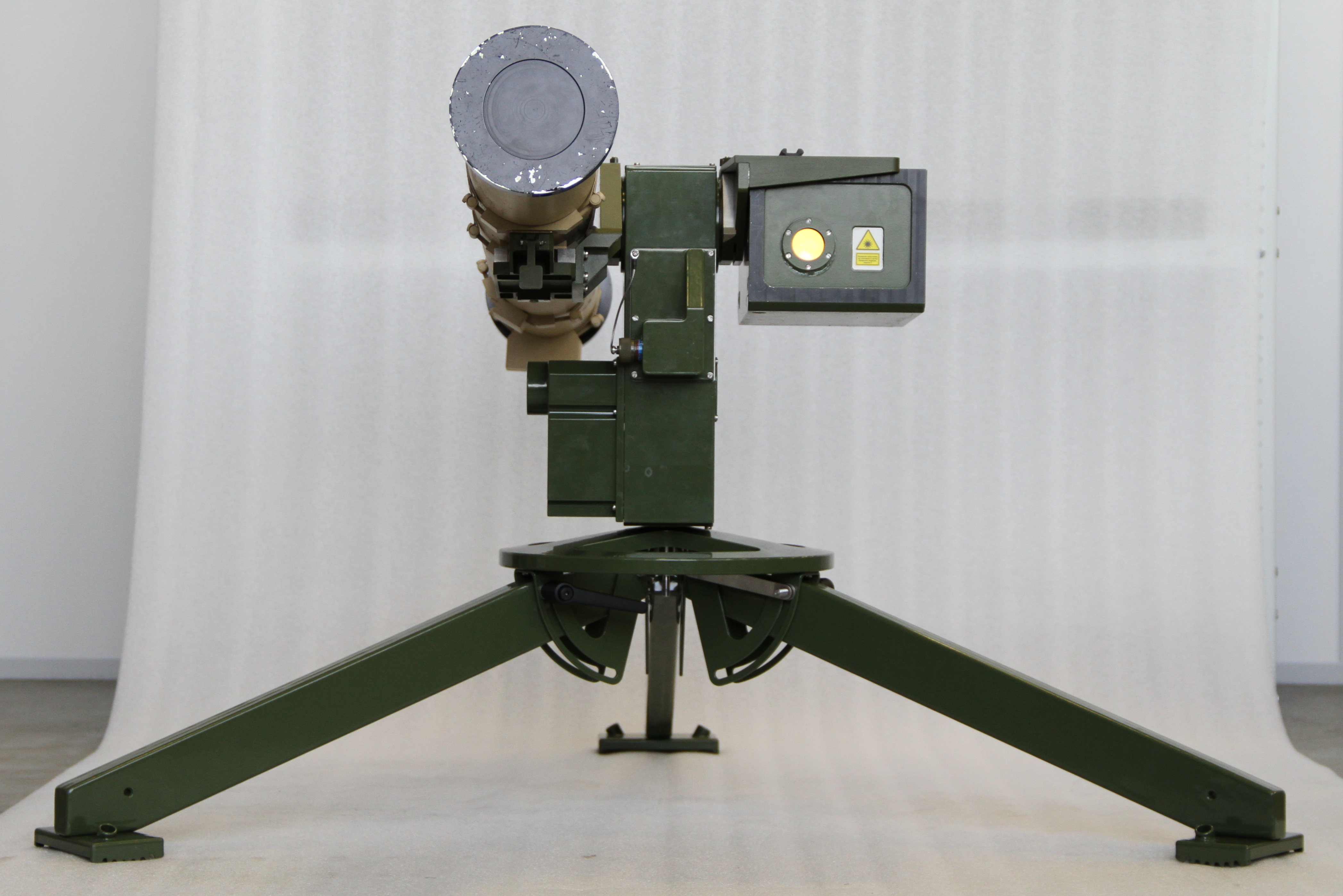
ПТРК «Шершень 2.5S»
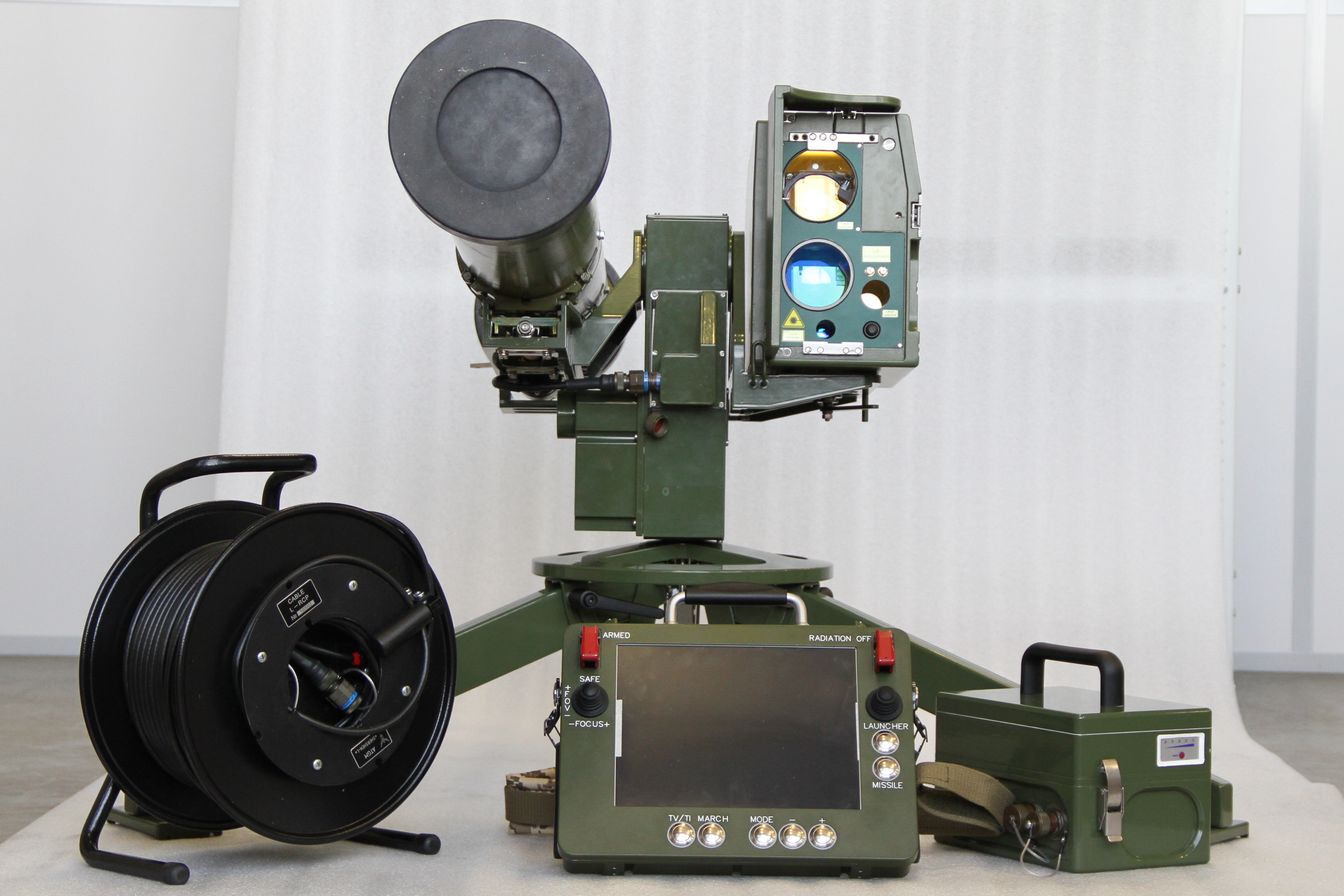
ПТРК «Шершень 5.5S»